# Tournoi de tennis Pepsi Grand Slam
 (février 2021).
Si vous disposez d'ouvrages ou d'articles de référence ou si vous connaissez des sites web de qualité traitant du thème abordé ici, merci de compléter l'article en donnant les références utiles à sa vérifiabilité et en les liant à la section « Notes et références ».
Le Pepsi Grand Slam était un tournoi de tennis masculin professionnel disputé de 1976 à 1981 comptant pour le circuit Grand Prix.
Ce tournoi a été joué à Myrtle Beach, Caroline du Sud (1976) puis à Boca Raton, Floride (1977-1981) en extérieur sur terre battue.
Ce tournoi à quatre joueurs était disputé en deux tours (demi-finales et finale).

## Palmarès

### Simple
| No | Date       | Nom et lieu du tournoi         | Catégorie | Dotation  | Surface      | Vainqueur    | Finaliste        | Score         |  |
| -- | ---------- | ------------------------------ | --------- | --------- | ------------ | ------------ | ---------------- | ------------- |  |
| 1  | 12-07-1976 | Pepsi Grand Slam, Myrtle Beach |           | 150 000 $ | Terre (ext.) | Ilie Năstase | Manuel Orantes   | 6-4, 6-3      |  |
| 2  | 17-01-1977 | Pepsi Grand Slam, Boca Raton   |           | 200 000 $ | Terre (ext.) | Björn Borg   | Jimmy Connors    | 6-4, 5-7, 6-3 |  |
| 3  | 23-01-1978 | Pepsi Grand Slam, Boca Raton   |           | 250 000 $ | Terre (ext.) | Björn Borg   | Jimmy Connors    | 7-6, 3-6, 6-1 |  |
| 4  | 10-02-1979 | Pepsi Grand Slam, Boca Raton   |           | 300 000 $ | Terre (ext.) | Björn Borg   | Jimmy Connors    | 6-2, 6-3      |  |
| 5  | 08-02-1980 | Pepsi Grand Slam, Boca Raton   |           | 300 000 $ | Terre (ext.) | Björn Borg   | Vitas Gerulaitis | 6-1, 5-7, 6-1 |  |
| 6  | 16-02-1981 | Pepsi Grand Slam, Boca Raton   |           | 300 000 $ | Terre (ext.) | John McEnroe | Guillermo Vilas  | 6-7, 6-4, 6-0 |  |